# M15 MGMC
M15 Multiple Gun Motor Carriage – samobieżne działo przeciwlotnicze kalibru 37 mm konstrukcji amerykańskiej z okresu II wojny światowej.
Powstało na bazie półgąsienicowego transportera opancerzonego M3, z tyłu którego w lekko opancerzonej kabinie zamontowano armatę M1A2 37 mm sprzężoną z dwoma wielkokalibrowymi karabinami maszynowymi M2 kalibru 12,7 mm. Podstawową rolą tego pojazdu była obrona kolumn pancernych przed atakami lotnictwa nieprzyjaciela. Weszły do służby na początku 1943 roku.
Pod koniec 1943 wyprodukowano ulepszoną wersję tego pojazdu Combination Gun Motor Carriage M15A1. W porównaniu ze swoim poprzednikiem wersja M15A1 była lżejsza i niższa, miała więcej miejsca dla obsługi armaty i ulepszone mocowanie armaty.